# Långtjärnen (Stensele socken, Lappland, 721087-156904)
Långtjärnen är en sjö i Storumans kommun i Lappland och ingår i Umeälvens huvudavrinningsområde.